# Tomasz Gawroński
Tomasz Gawroński (ur. 20 października 1966) – polski pływak, mistrz i rekordzista Polski.

## Życiorys
Był zawodnikiem Stali-Stocznia Szczecin, jego trenerem był Jerzy Troszczyński.
Dwukrotnie zdobywał indywidualne mistrzostwo Polski seniorów na basenie 50-metrowym. W 1985 zwyciężył w wyścigu na 1500 metrów stylem dowolnym, w 1986 wygrał wyścig na 400 metrów stylem dowolnym. Srebrne medale mistrzostw Polski seniorów zdobył na 200 metrów stylem dowolnym w 1985, 400 metrów stylem dowolnym w 1985 i 1987, 1500 metrów stylem dowolnym w 1983 i 1984, brązowe medale wywalczył na 400 metrów stylem dowolnym w 1983 i 1984 oraz 1500 metrów stylem dowolnym w 1990. Na zimowych mistrzostwach Polski wywalczył indywidualnie 14 medali: złoty na 100 metrów stylem dowolnym w 1988, złote na 200 metrów stylem dowolnym w 1986 i 1988, złote medale na 400 metrów stylem dowolnym w 1985, 1986 i 1988, złote medale na 1500 metrów stylem dowolnym w 1985, 1986 i 1988, srebrny medal na 200 metrów stylem dowolnym w 1985, srebrny medal na 1500 metrów stylem dowolnym w 1983, brązowy medal na 100 metrów stylem dowolnym w 1986, brązowy medal na 400 metrów stylem dowolnym w 1984 i brązowy medal na 1500 metrów stylem dowolnym w 1984. Dwukrotnie poprawiał rekord Polski na 1500 metrów stylem dowolnym (15:47,45 – 17.08.1985, 15:36,86 – 27.06.1986), raz w sztafecie 4 x 200 metrów stylem dowolnym (7:37,51 - 19.08.1987).
Reprezentował Polskę na mistrzostwach świata w 1986, gdzie odpadł w eliminacjach wyścigów na 400 metrów stylem dowolnym i 1500 metrów stylem dowolnym i mistrzostwach Europy w 1987.
W 1987 wyjechał razem z Mariuszem Podkościelnym i Markiem Izydorczykiem na roczny trening w USA. Bezskutecznie próbował uzyskać minimum na igrzyska olimpijskie w Seulu (1988). Od sierpnia 1988 studiował i trenował pływanie na Uniwersytecie Iowa.
W 1991 zakończył karierę pływacką. Po studiach pozostał w USA, gdzie pracuje jako inżynier, specjalista od budowy mostów.